# Eugène Devic
Eugène Devic (24. října 1858, Lyon – 1930) byl francouzský neurolog narozený a současník Jeana-Martina Charcota. Vystudoval medicínu v Lyonu pod internistou Léonem Bouveretem (1850–1929). Později pracoval v Hôpital de la Croix-Rousse a v Hôtel-Dieu de Lyon.
Devic prováděl výzkum různých neurologických poruch, včetně infantilní chorei, mozkových gliomů a tumorů v corpus callosum. Zapojil se taktéž do výzkumu břišního tyfu a duševních onemocnění spojených s touto nemocí.
V roce 1894 Devic a jeho student Fernand Gault popsali vzácné nervové onemocnění, které postihuje míchu a optické nervy, připomínající roztroušenou sklerózu. Dnes se onemocnění označuje jako Devicova choroba nebo neuromyelitis optica.